# Уэйн (округ, Айова)
Уэйн (англ. Wayne County) — округ в США, штате Айова. На 2000 год численность населения составляла 6730 человек. По оценке бюро переписи населения США в 2009 году население округа составляло 6283 человек. Окружным центром является город Коридон.

## История
Округ Уэйн был сформирован в 13 января 1846 года.

## География
По данными Бюро переписи населения США площадь округа Уэйн составляет 1361 км².

### Основные шоссе
- Шоссе 65
- Автострада 2
- Автострада 14

### Соседние округа
- Лукас (север)
- Аппанус (восток)
- Патнам (штат Миссури; юго-восток)
- Мерсер (штат Миссури; юго-запад)
- Декейтер (запад)

## Демография
По данным переписи населения 2000 года в округе проживало 6730 жителей. Среди них 23,2 % составляли дети до 18 лет, 21,4 % люди возрастом более 65 лет. 52,3 % населения составляли женщины.
Национальный состав был следующим: 98,6 % белых, 0,1 % афроамериканцев, 0,2 % представителей коренных народов, 0,2 % азиатов, 0,8 % латиноамериканцев. 0,8 % населения являлись представителями двух или более рас.
Средний доход на душу населения в округе составлял $15613. 16,3 % населения имело доход ниже прожиточного минимума. Средний доход на домохозяйство составлял $35563.
Также 83,9 % взрослого населения имело законченное среднее образование, а 12,1 % имело высшее образование.